# PUNKY
『PUNKY』（パンキー）は木村カエラの9枚目となるオリジナル・アルバム。2016年10月19日にリリースされた。

## 解説
前作『MIETA』以来、約1年10ヶ月ぶりとなるオリジナル・アルバム。ドラマ『37.5℃の涙』の挿入歌「EGG」、クラシエ「ナイーブ」CMソング「恋煩いの豚」、Microsoft「Surface Book」タイアップソング「BOX」、映画『バースデーカード』主題歌「向日葵」を収録。初回限定盤には「EGG」「BOX」のミュージック・ビデオなどを収めたDVDが付属する。
本作はデビューも決まっていない10代の頃から共に作品作りをしてきたバンドメンバーと一旦別れ、新たなメンバーを迎えて制作している。ヒイズミマサユ機（H ZETT M）と一緒に作ってみたいというのは決まっていたので、最初は彼がメンバーを集めては一緒に作るというのを繰り返しながら、最終的にキーボードはH ZETT M、ベースはくるりの佐藤征史、そしてドラムスとギターは以前のバンドメンバーだった柏倉隆史と會田茂一というメンバーでアルバム制作に入った。

## 収録曲
| #         | タイトル                         | 作詞      | 作曲           | 編曲           | 時間  |
| --------- | -------------------------------- | --------- | -------------- | -------------- | ----- |
| 1.        | 「There is love」                | kaela     | 蔦谷好位置     | 横山裕章       | 4:00  |
| 2.        | 「僕たちのうた」                 | kaela     | H ZETT M       | H ZETT M       | 4:21  |
| 3.        | 「EGG」                          | kaela     | 横山裕章       | 横山裕章       | 4:50  |
| 4.        | 「THE SIXTH SENSE」              | kaela     | 會田茂一       | 會田茂一       | 3:52  |
| 5.        | 「オバケなんてないさ」(カバー曲) | 槇みのり  | 峰陽           | H ZETT M       | 2:27  |
| 6.        | 「SHOW TIME」                    | kaela     | AxSxE          | H ZETT M       | 3:40  |
| 7.        | 「好き」                         | kaela     | シャムキャッツ | シャムキャッツ | 1:26  |
| 8.        | 「恋煩いの豚」                   | kaela     | 小松清人       | 小松清人       | 4:00  |
| 9.        | 「PUNKY」                        | kaela     | H ZETT M       | H ZETT M       | 3:47  |
| 10.       | 「BOX」                          | kaela     | H ZETT M       | H ZETT M       | 5:02  |
| 11.       | 「向日葵」                       | kaela     | 岸田繁         | 徳澤青弦       | 4:23  |
| 12.       | 「Happyな半被」(Bonus Track)     | kaela     | AxSxE          | AxSxE          | 4:25  |
| 合計時間: | 合計時間:                        | 合計時間: | 合計時間:      | 合計時間:      | 46:13 |

| #  | タイトル                                                  | 作詞 | 作曲・編曲 | 監督 | 時間 |
| -- | --------------------------------------------------------- | ---- | ---------- | ---- | ---- |
| 1. | 「EGG」(music video)                                      |      |            |      | 4:49 |
| 2. | 「BOX」(music video)                                      |      |            |      | 5:02 |
| 3. | 「BOX」(making movie)                                     |      |            |      | 5:06 |
| 4. | 「FREE LIVE『GO!SHOW TIME』@渋谷公会堂 (2015.9.9)」(live) |      |            |      |      |

### タイアップ
- TBS系木曜ドラマ劇場『37.5℃の涙』挿入歌（M-3）
- クラシエボディケア商品『ナイーブ』CMソング（M-8）
- MicrosoftタブレットPC『Surface Book』タイアップソング（M-10）
- 映画『バースデーカード』主題歌（M-11）

## 演奏
- 木村カエラ：Vocals
- 柏倉隆史 (toe, the HIATUS)：Drums (#1.8.9.10.12)
- 佐藤征史 (くるり)：Bass (#1.2.4.12)
- 會田茂一：Guitar (#1.2.4.9.10)
- ヒイズミマサユ機／H ZETT M (H ZETTRIO)
  - Piano (#1.2.4.5.6.8.9.10)
  - Keyboards (#4)
  - Programming & All Other Instruments (#5)
- 横山裕章
  - Programming (#1.3)
  - All Other Instruments (#3)
- 恒岡章 (Hi-STANDARD)：Drums (#2.4)
- 上田真路：Guitar (#3)
- 岡村美央ストリングス：Strings (#3)
- H ZETT NIRE (H ZETTRIO)：Wood Bass (#6)
- H ZETT KOU (H ZETTRIO)：Drums (#6)
- 藤村頼正 (シャムキャッツ)：Drums (#7)
- 大塚智之 (シャムキャッツ)：Bass (#7)
- 菅原慎一、夏目知幸 (シャムキャッツ)：Guitar (#7)
- 小松清人：Programming (#8)
- なかむらしょーこ：Bass (#9.10)
- PUNKY GALS (17)：Chorus (#9)
- 徳澤青弦：Programming (#11)
- 菅沼雄太：Drums (#11)
- 紺野紗衣：Piano (#11)
- 徳澤青弦ストリングス：Strings (#11)
- AxSxE：Guitar (#12)
- 高田洋平：Percussions (#12)
- ワッショイ野郎：お祭りさわぎ (#12)